# Arthur Tenn
Arthur Tenn (nascido em 15 de março de 1964) é um ex-ciclista olímpico jamaicano. Representou sua nação nos Jogos Olímpicos de Verão de 1984, 1988 e 1992.